# Pasta all'ortolana
Les pasta all'ortolana sont une spécialité culinaire italienne réalisée en faisant cuire différents légumes avant de les mélanger avec des pâtes (prononcé : [ortoˈlaːna], traduit par « marchand de légumes »).
La recette n'indique pas de type de pâtes spécifique, elle peut donc être réalisée avec des fusilli, des fettuccine, des pennes, des rigatoni, des farfalle ou tout autre type de pâtes courtes. Les légumes utilisés sont généralement des carottes, des oignons, des poireaux, de l'ail, des courgettes, du céleri, des poivrons jaunes et rouges, des tomates cerises et des aubergines.

## Préparation
Les légumes doivent être lavés et nettoyés avant d'être coupés en petites lamelles (sauf le céleri qui doit être coupé en morceaux encore plus petits). L'ail est brièvement frit avec de l'huile d'olive dans une poêle jusqu'à ce qu'il atteigne une couleur dorée, puis il est retiré ; pendant ce temps, une autre poêle est utilisée pour faire bouillir de l'eau modérément salée qui sera utilisée pour cuire les pâtes.
Carottes, poireaux et céleri sont jetés dans la poêle où l'ail a été frit dans l'huile d'olive et laissé à cuire pendant environ 6 ou 7 minutes, avant d'ajouter des poivrons rouges et jaunes, du sel et du poivre au mélange. À ce stade, les pâtes sont jetées dans l'autre casserole avec de l'eau bouillante chaude où elles cuisent pendant environ 6 à 10 minutes (cela dépend du type de pâtes). Après 3 ou 4 minutes de cuisson des légumes, il faut verser 1 ou 2 cuillères de l'eau chaude bouillante (où les pâtes sont en train de cuire) dans la casserole avec les légumes, avant d'ajouter les aubergines et les tomates cerises, en laissant cuire le tout pendant environ 10 minutes.
Lorsque les pâtes sont presque prêtes, elles sont retirées de l'eau bouillante et jetées dans la poêle avec tous les légumes, où tout est mélangé et cuit pendant encore 2 ou 3 minutes avant de servir avec quelques feuilles de basilic frais sur le dessus…

## Variantes
Ce plat italien peut avoir de nombreuses variantes puisque le concept de base est de créer la sauce en utilisant différents légumes frais avant de la mélanger avec des pâtes (tout comme pour le type de pâtes, il n'y a pas de spécification stricte concernant le type de légumes utilisés pour l'ortolana). Certains peuvent remplacer le poireau par de l'oignon ainsi qu'ajouter plus de tomates pour créer une sauce substantielle, tandis que d'autres peuvent envisager d'ajouter des olives noires au mélange, ainsi que du fromage fumé en dés.